# 夏侯纂
夏侯纂，东汉末年蜀汉广汉太守，刘备平定益州后，夏侯纂曾请秦宓为师友祭酒，领五官掾，并称秦宓为“仲父”，但秦宓坚辞不就。